# Kaas chante Piaf
| Оценки критиков | Оценки критиков |
| Источник        | Оценка          |
| --------------- | --------------- |
| AllMusic        | [ 1 ]           |

Kaas chante Piaf — девятый студийный альбом французской певицы Патрисии Каас, выпущенный в 2012 году на лейбле EMI. Как понятно из названия, в альбом попали песни из репертуара легендарной певицы Эдит Пиаф.
Пластинка вошла в первую десятку чартов во Франции и Швейцарии.
В поддержку альбома певица отправилась в одноимённое турне по странам Европы и Азии, позднее запись с концерта вышла в виде концертного альбома.

## Список композиций
| №   | Название                                  | Автор(ы)                         | Длительность |
| --- | ----------------------------------------- | -------------------------------- | ------------ |
| 1.  | «Mon Dieu»                                | Мишель Вокер, Шарль Дюмон        | 4:40         |
| 2.  | «Padam, Padam»                            | Жак Ларю, Филипп Жерар           | 4:37         |
| 3.  | «Avec ce soleil»                          | Жак Ларю, Филипп Жерар           | 2:42         |
| 4.  | «Milord»                                  | Жозеф Мустаки, Маргарит Монно    | 5:05         |
| 5.  | «The 9th Hour» (Prélude)                  | Абель Коженёвский                | 2:31         |
| 6.  | «La belle histoire d’amour»               | Эдит Пиаф, Шарль Дюмон           | 4:12         |
| 7.  | «Les amants merveilleux»                  | Флоранс Веран, Роберт Галль      | 2:35         |
| 8.  | «T’es beau tu sais»                       | Анри Конте, Жорж Мустаки         | 4:05         |
| 9.  | «Hymne à l'amour»                         | Эдит Пиаф, Маргарит Монно        | 4:18         |
| 10. | «C’est un gars»                           | Пьер Роше, Шарль Азнавур         | 3:06         |
| 11. | «Song for the Little Sparrow» (Ouverture) | Абель Коженёвский                | 3:22         |
| 12. | «La foule»                                | Мишель Ривжош, Анжель Карбаль    | 3:54         |
| 13. | «Mon manège à moi»                        | Жин Константин, Норбер Гланцберг | 3:00         |
| 14. | «La vie en rose»                          | Эдит Пиаф, Луи Гуглильми         | 5:17         |
| 15. | «Non, je ne regrette rien»                | Мишель Вокер, Шарль Дюмон        | 4:56         |
| 16. | «Je t’ai dans la peau»                    | Жак Пиллс, Жильбер Беко          | 3:01         |

## Чарты

### Еженедельные чарты
| Чарт (2012–13)                           | Пиковая позиция |
| ---------------------------------------- | --------------- |
| Австрия (Ö3 Austria)                     | 67              |
| Бельгия/Фландрия (Ultratop)              | 45              |
| Бельгия/Валлония (Ultratop)              | 11              |
| Нидерланды (Album Top 100)               | 89              |
| Финляндия (Suomen virallinen lista)      | 17              |
| Франция (SNEP)                           | 6               |
| Германия (Offizielle Top 100)            | 28              |
| Польша (ZPAV)                            | 22              |
| Швейцария (Schweizer Hitparade)          | 8               |
| Швейцария/Романдия (Schweizer Hitparade) | 7               |

### Годовые чарты
| Чарт (2012)                 | Позиция |
| --------------------------- | ------- |
| Бельгия/Валлония (Ultratop) | 77      |
| Франция (SNEP)              | 60      |
| Чарт (2013)                 | Позиция |
| Бельгия/Валлония (Ultratop) | 151     |

## Сертификации и продажи
| Регион                                                       | Сертификация | Продажи  |
| ------------------------------------------------------------ | ------------ | -------- |
| Франция (SNEP)                                               | Платиновый   | 100 000* |
| * Данные о продажах приведены только на основе сертификации. |              |          |